# Tobias Lindholm
Tobias Lindholm, född 5 juli 1977, är en dansk manusförfattare och filmregissör. Han gick ut Den Danske Filmskoles manuslinje 2007. Sedan 2006 har han skrivit manus för film och TV, bland annat som medförfattare till TV-serien Borgen. År 2010 hade han framgång dels som manusförfattare åt Thomas Vinterbergs långfilm Submarino, som tilldelades Nordiska rådets filmpris, dels med sin egen debut som regissör, fängelsedramat R – slå först, slå hårdast, vinnare av Bodilpriset för bästa danska film. År 2012 kom hans andra långfilm som regissör, Kapringen. Samma år var han återigen aktuell med manus åt en Vinterberg-film, Jakten, för vilken Mads Mikkelsen utsågs till bästa manliga skådespelare vid filmfestivalen i Cannes 2012.

## Filmer i urval
- R – slå först, slå hårdast (2010) - manus och regi
- Submarino (2010) - manus
- Borgen (2010-2011) - manus
- Jakten (2012) - manus
- Kapringen (2012) - manus och regi
- I lodjurets timma (2013) - manus
- 9. april (2015) - manus
- Kollektivet (2015) - manus
- Krigen (2015) - manus och regi

## Utmärkelser
- Nordiska rådets filmpris, för Submarino, med  Thomas Vinterberg och Morten Kaufmann,  2010[6]
- Nordisk Film Prisen, med  Michael Noer,  2010[7]
- Robert för bästa manus, för R - slå först, slå hårdast, med  Michael Noer,  2011[8]
- Robert för bästa danska spelfilm, för R - slå först, slå hårdast, med  Michael Noer, Tomas Radoor och René Ezra,  2011[8]
- Bodilpriset för bästa danska film, för R - slå först, slå hårdast, med  Michael Noer,  2011[9]
- Dreyerpriset, med  Michael Noer,  2011[10]
- Särskild Bodil, för R - slå först, slå hårdast och Submarino,  2011[9]
- Europeiska filmpriset för bästa manusförfattare, för Jakten, med  Thomas Vinterberg,  2012[11]
- Robert för bästa manus, för Kapningen,  2013[8]
- Robert för bästa danska spelfilm, för Kapningen, med  Tomas Radoor och René Ezra,  2013[8]
- Bodilpriset för bästa danska film, för Kapningen,  2013[12]
- Nordiska rådets filmpris, för Jakten, med  Thomas Vinterberg, Morten Kaufmann och Sisse Graum Jørgensen,  2013[13]
- Robert för bästa manus, för Jakten, med  Thomas Vinterberg,  2014[8]
- Robert bästa anpassade manus, för Kollektivet, med  Thomas Vinterberg,  2017[8]
- Europeiska filmpriset för bästa manusförfattare, för En runda till, med  Thomas Vinterberg,  2020[14]
- Europeiska filmpriset för bästa film, för En runda till, med  Sisse Graum Jørgensen, Kasper Dissing och Thomas Vinterberg,  2020[15][16]
- Robert för bästa danska spelfilm, för En runda till, med  Thomas Vinterberg, Sisse Graum Jørgensen och Kasper Dissing,  2021[8]
- Bodilpriset för bästa manus, för En runda till, med  Thomas Vinterberg,  2021[17]
- Robert för bästa manus, för En runda till, med  Thomas Vinterberg,  2021[8]

[Redigera Wikidata]